# 교고쿠 다카미치 (1691년)
교고쿠 다카미치(일본어: 京極高通, 1691년 7월 18일 ~ 1743년 5월 13일)는 에도 시대 중기의 다이묘이다. 사누키 다도쓰 번 초대 번주를 지냈다. 다도쓰 번 교고쿠가(多度津藩京極家) 시조. 마루가메번주 교고쿠 다카토요의 4남으로 태어났다.
|  | 제1대 다도쓰 번 번주 (다도쓰 교고쿠가) 1694년 ~ 1735년 | 후임 교고쿠 다카요시 |